# Émile Habibi
Pour les articles homonymes, voir Émile et Habibi.
Émile Habibi (29 août 1922,-2 mai 1996) (arabe : إميل حبيبي, hébreu: אמיל חביבי), né et mort à Haïfa, est un homme de lettres palestinien de nationalité israélienne faisant partie de la communauté des arabo-israélien. Comme 850 000 « Palestiniens de l'intérieur », il est de ceux qui sont restés après la Nakba, l'exode palestinien de 1948 des Palestiniens durant la Guerre israélo-arabe de 1948-1949. 
Comme de nombreux Palestiniens, il a choisi de « lutter de l'intérieur ». Membre du Parti communiste israélien, il est élu député à la Knesset et dirige le plus grand quotidien israélien de langue arabe, Al-Ittihâd (L'Union) de 1948 à 1990.
Avec le temps et à mesure que paraissent ses romans (Péchés oubliés, sombre relation du retour d'un Palestinien dans sa ville natale ; Soraya fille de l'ogre, où la réapparition d'une sauvageonne est le prétexte à l'exploration d'un exil intérieur ; Les Aventures extraordinaires de Sa'îd le Peptimiste, petite chronique de l'absurdité quotidienne), la personnalité controversée de Habibi s'estompe au profit de la figure de l'écrivain novateur et audacieux, à laquelle restera à jamais lié le personnage de Sa'îd le peptimiste, qui passe sans cesse de l'optimisme au pessimisme et n'est pas sans rappeler le Candide de Voltaire.

## Controverse
En 1992, il est le premier Arabe à obtenir le Prix Israël de littérature, la plus haute distinction du pays, décernée, après hésitation, par un gouvernement de droite dirigé par Yitzhak Shamir, ce que lui reprochent beaucoup de Palestiniens. Mais il scandalise également certains Israéliens en versant les 8 000 dollars du prix au profit des enfants palestiniens blessés par l'armée israélienne durant l'Intifada.
En 1990, le chef de l'OLP Yasser Arafat lui avait remis le prix Al-Qods pour son œuvre littéraire.

## Œuvres traduites
- L'Optissimiste. Les circonstances étranges de la disparition de Said Abou Nahs, Paris, Le Sycomore, 1980Réédité quelques années plus tard dans une nouvelle traduction, sous le titre Les Aventures extraordinaires de Sa'îd le Peptimiste, Paris, Gallimard, 1987
- Péchés oubliés, Paris, Gallimard, 1991
- Soraya fille de l'ogre, Paris, Gallimard, 1991
- La terre des deux promesses, Solin / Actes Sud, 1996En collaboration avec Yoram Kaniuk, essai traduit de l'arabe et de l'hébreu

Interview de Ayman Odeh par la journaliste israélienne Lily Galili le 9 mars 2015 : « ...Il conclut en citant Emile Habibi, un important intellectuel arabe israélien et militant politique. Peu de temps avant sa mort, on avait demandé à Habibi : "quand Israéliens et Palestiniens accepteront finalement de s'asseoir à la table des négociations, choisirez-vous de vous asseoir avec les Israéliens ou avec les Palestiniens?". "Je choisirai d'être la table", avait-il répondu. »

## Prix littéraires
En 1990, Habibi a reçu le prix Al-Quds de l'OLP. En 1992, il a reçu le prix israélien de littérature arabe. Sa volonté d'accepter les deux reflétait sa croyance en la coexistence, bien que son acceptation du prix Israël ait déclenché un débat au sein de la communauté intellectuelle arabe. Habibi a été accusé de légitimer ce qu'ils considéraient comme la politique « anti-arabe » d'Israël. Habibi a répondu aux accusations : « Un dialogue de prix vaut mieux qu'un dialogue de pierres et de balles », a-t-il déclaré. "C'est une reconnaissance indirecte des Arabes d'Israël en tant que nation. C'est la reconnaissance d'une culture nationale. Cela aidera la population arabe dans sa lutte pour s'enraciner dans le pays et gagner l'égalité des droits".  